# هيرمثرس
هريمثورس (Hrimthurs) هو العملاق الذي قام ببناء أسكارد أحد العوالم في الأساطير النوردية. طلب هيرمثرس فريا والشمس والقمر كأجر له على عمله إن أنجزه خلال الشتاء. كان لهيرمثرس حصان يدعى سفادلفاري يساعده على البناء.ثم قام ثور بقتل هيرمثرس بواسطة مطرقته العظيمة.

## اقرأ أيضاً
- أساطير نوردية